# Karim Amer
Karim Amer (geboren 1984) ist ein ägyptischer Filmproduzent.
Karim Amer stammt aus einer konservativen ägyptischen Familie. Er hat Wirtschaft und Politikwissenschaften an der New York University studiert. Nachdem er 2012 Mette Heides Film Rafea: Solar Mama Co-produziert hatte, wurde ein Jahr später Al midan (Der Platz) unter der Regie von Jehane Noujaim seine erste eigenständige Produktion. Der Dokumentarfilm über die ersten 18 Tage der Proteste 2011 auf dem Kairoer Tahrir-Platz, der in Ägypten Probleme mit der Zensur hatte, wurde ein internationaler Erfolg. Als erste ägyptische Produktion überhaupt wurde der Film für einen Oscar nominiert. Er unterlag bei den Verleihungen 2014 allerdings in der Kategorie Bester Dokumentarfilm dem Konkurrenten 20 Feet from Stardom, ebenso bei den Emmy Awards 2014 gegen American Experience. Gewinnen konnte er beim Dubai International Film Festival ebenso wie den Preis für den besten Langfilm der International Documentary Association. An den Film schloss sich eine zweite gemeinsame Arbeit mit Regisseurin Jehane Noujaim an, ein Dokumentarfilm über die Hacker-Angriffe im Jahr 2011 auf Sony. Amer wirkte als Produzent an You Resemble Me, dem Regiedebüt von Dina Amer mit.